# لورین باراباس
لورین باراباس (انگلیسی: Lőrinc Barabás؛ زادهٔ ۱۰ مارس ۱۹۸۳) موسیقی‌دان، و نوازنده ترومپت اهل مجارستان است. وی از سال ۲۰۰۵ میلادی تاکنون مشغول فعالیت بوده‌است.